# Rhysling Award
Os Rhysling Awards (Prêmios Rhysling) são um prémio norte-americano anual concedido para os melhores poemas nos gêneros ficção científica, fantasia ou terror do ano precedente.
Ao contrário de outros prêmios literários, os quais homenageiam autores do gênero, o Prémio Rhysling são assim chamados devido a um personagem de uma história de ficção científica: o poeta cego Rhysling, do conto de Robert A. Heinlein As Verdes Colinas da Terra.
O prêmio é concedido em duas categorias: "Melhor Poema Longo", para trabalhos de 50 ou mais linhas, e "Melhor Poema Curto", para trabalhos de 49 ou menos linhas.
Os indicados de cada ano são escolhidos pelos membros da Science Fiction Poetry Association. Cada membro pode indicar um trabalho para cada uma das categorias. Os trabalhos indicados são então reunidos em uma antologia chamada The Rhysling Anthology, e membros da Associação então votam nos vencedores.

## Vencedores do Melhor Poema Longo
- 1978: Gene Wolfe, The Computer Iterates the Greater Trumps
- 1979: Michael Bishop, For the Lady of a Physicist
- 1980: Andrew Joron, The Sonic Flowerfall of Primes
- 1981: Thomas M. Disch, On Science Fiction
- 1982: Ursula K. Le Guin, The Well of Baln
- 1983: Adam Cornford, Your Time and You: A Neoprole's Dating Guide
- 1984: Joe Haldeman, Saul's Death: Two Sestinas
- 1985: Siv Cedering, A Letter from Caroline Herschel (1750-1848)
- 1986: Andrew Joron, Shipwrecked on Destiny Five
- 1987: W. Gregory Stewart, Daedalus
- 1988: Lucius Shepard, White Trains
- 1989 (empate): Bruce Boston, In the Darkened Hours ; John M. Ford, Winter Solstice, Camelot Station
- 1990: Patrick McKinnon, dear spacemen
- 1991: David Memmott, The Aging Cryonicist in the Arms of His Mistress Contemplates the Survival of the Species While the Phoenix Is Consumed by Fire
- 1992: W. Gregory Stewart, the button and what you know
- 1993: William J. Daciuk, To Be from Earth
- 1994: W. Gregory Stewart and Robert Frazier , Basement Flats: Redefining the Burgess Shale
- 1995: David Lunde, Pilot, Pilot
- 1996: Margaret B. Simon, Variants of the Obsolete
- 1997: Terry A. Garey, Spotting UFOs While Canning Tomatoes
- 1998: Laurel Winter, why goldfish shouldn't use power tools
- 1999: Bruce Boston, Confessions of a Body Thief
- 2000: Geoffrey A. Landis, Christmas (after we all get time machines)
- 2001: Joe Haldeman, January Fires
- 2002: Lawrence Schimel, How to Make a Human
- 2003 (empate): Charles Saplak and Mike Allen , Epochs in Exile: A Fantasy Trilogy ; Sonya Taaffe, Matlacihuatl's Gift
- 2004: Theodora Goss, Octavia Is Lost in the Hall of Masks
- 2005: Tim Pratt, Soul Searching
- 2006: Kendall Evans and David C. Kopaska-Merkel, The Tin Men
- 2007: Mike Allen, The Journey to Kailash
- 2008: Catherynne M. Valente, The Seven Devils of Central California
- 2009: Geoffrey A. Landis, Search
- 2010: Kendall Evans and Samantha Henderson, In the Astronaut Asylum
- 2011: C.S.E. Cooney, The Sea King's Second Bride
- 2012: Megan Arkenberg, The Curator Speaks in the Department of Dead Languages
- 2013: Andrew Robert Sutton, Into Flight
- 2014: Mary Soon Lee,  Interregnum
- 2015: F.J. Bergmann, 100 Reasons to Have Sex with an Alien
- 2016: (empate) Krysada Panusith Phounsiri, It Begins With A Haunting; Ann K. Schwader, Keziah
- 2017: Theodora Goss, Rose Child

## Vencedores do Melhor Poema Curto
- 1978 (empate): Duane Ackerson, The Starman ; Andrew Joron, Asleep in the Arms of Mother Night ; Sonya Dorman, Corruption of Metals
- 1979 (empate): Duane Ackerson, Fatalities ; Steve Eng, Storybooks and Treasure Maps
- 1980 (empate): Robert Frazier , Encased in the Amber of Eternity ; Peter Payack, The Migration of Darkness
- 1981: Ken Duffin, Meeting Place
- 1982: Raymond DiZazzo, On the Speed of Sight
- 1983: Alan P. Lightman, In Computers
- 1984: Helen Ehrlich, Two Sonnets
- 1985: Bruce Boston, For Spacers Snarled in the Hair of Comets
- 1986: Susan Palwick, The Neighbor's Wife
- 1987 (empate): Jonathan V. Post, Before the Big Bang: News from the Hubble Large Space Telescope ; John Calvin Rezmerski, A Dream of Heredity
- 1988 (empate): Bruce Boston, The Nightmare Collector ; Suzette Haden Elgin, Rocky Road to Hoe
- 1989: Robert Frazier, Salinity
- 1990: G. Sutton Breiding, Epitaph for Dreams
- 1991: Joe Haldeman, Eighteen Years Old, October Eleventh
- 1992: David Lunde, Song of the Martian Cricket
- 1993: Jane Yolen, Will
- 1994 (tie): Bruce Boston, Spacer's Compass ; Jeff VanderMeer, Flight Is for Those Who Have Not Yet Crossed Over
- 1995: Dan Raphael, Skin of Glass
- 1996: Bruce Boston, Future Present: A Lesson in Expectation
- 1997: W. Gregory Stewart, Day Omega
- 1998: John Grey, Explaining Frankenstein to His Mother
- 1999: Laurel Winter, egg horror poem
- 2000: Rebecca Marjesdatter, Grimoire
- 2001: Bruce Boston, My Wife Returns as She Would Have It
- 2002: William John Watkins, We Die as Angels
- 2003: Ruth Berman, Potherb Gardening
- 2004: Roger Dutcher, Just Distance
- 2005: Greg Beatty, No Ruined Lunar City
- 2006: Mike Allen, The Strip Search
- 2007: Rich Ristow, The Graven Idol's Godheart
- 2008: F.J. Bergmann, Eating Light
- 2009: Amal El-Mohtar, Song for an Ancient City
- 2010: Ann K. Schwader, To Theia
- 2011: Amal El-Mohtar, Peach-Creamed Honey
- 2012: Shira Lipkin, The Library, After
- 2013: Terry A. Garey, The Cat Star
- 2014: Amal El-Mohtar, Turning the Leaves[1]
- 2015: Marge Simon, Shutdown
- 2016: Ruth Berman, Time Travel Vocabulary Problems
- 2017: Marge Simon, George Tecumseh Sherman's Ghosts